# Prosphaerosyllis modinouae
Prosphaerosyllis modinouae is een borstelworm uit de familie van de Cirratulidae. De wetenschappelijke naam van de soort werd voor het eerst geldig gepubliceerd in 2020 door Neal en Paterson.